# Macari el Gran
Macari Major (Macarius, Μακάδριος) fou un asceta egipci probablement deixeble o almenys contemporani de Sant Antoni, conegut també com a Macari Magne o Macari el Gran o Macari el Vell. És venerat com a sant per certes grups de la cristiandat.

## Hagiografia

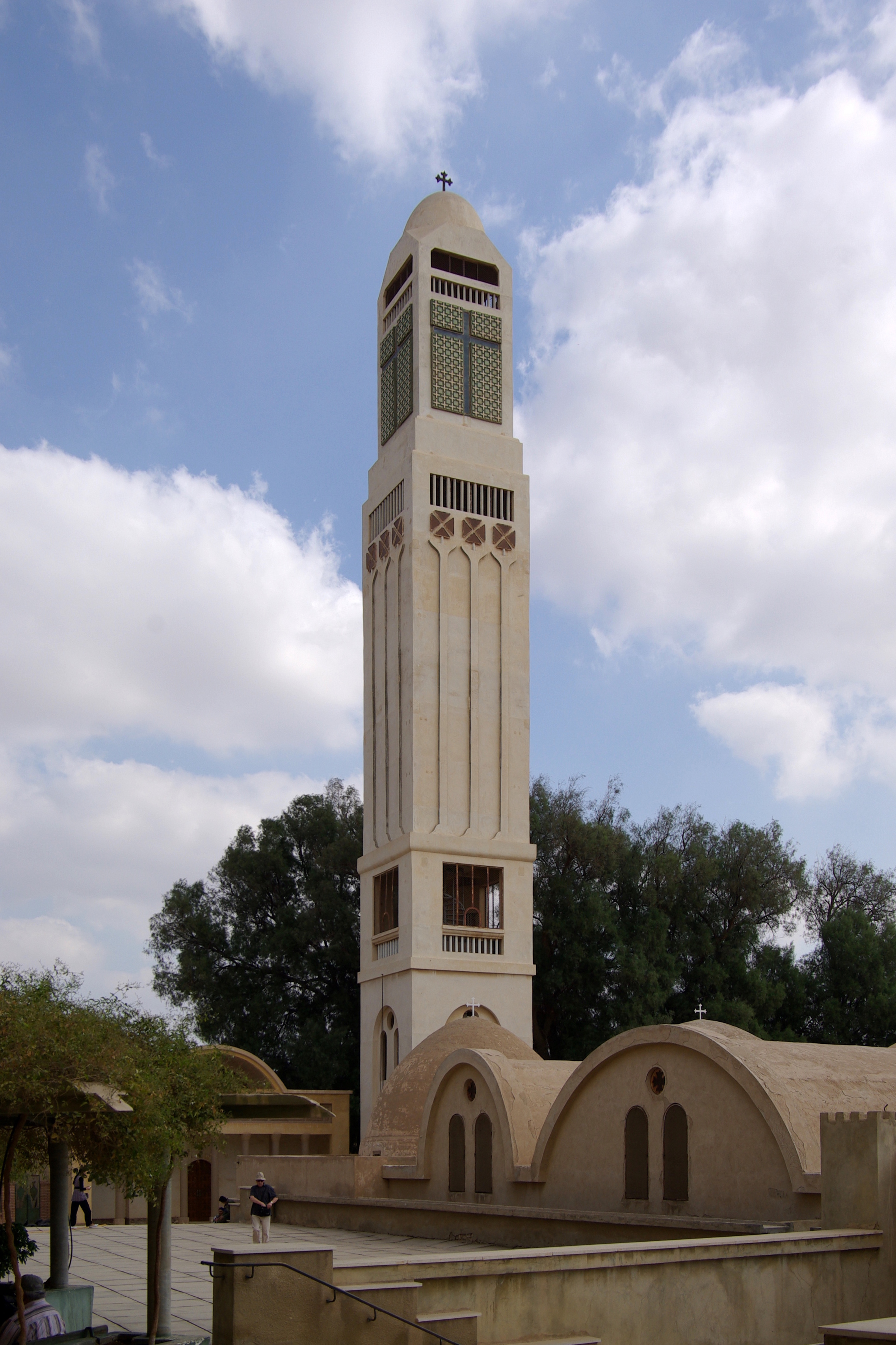
Monestir de S. Macari a Uadi al Natrun

L'esmenten principalment Rufí i Teodoret. Va néixer a l'Alt Egipte. Als trenta anys va optar per la vida solitària i es va retirar al desert d'Escetis (Gran desert de Líbia) a entre 100 i 200 km al sud d'Alexandria. Als quaranta anys fou ordenat sacerdot. Hauria tingut els dons de curar, allunyar els dimonis i de fer profecies, i que fins i tot va ressuscitar un home per convèncer un heretge. Els mateixos Rufí i Pal·ladi que en donen notícia, mencionen la cosa sabien només d'oïda.
Fou desterrat per ortodox durant el govern del patriarca Luci, arrià, juntament amb Macari d'Alexandria i altres solitaris egipcis, i es van establir a una illa rodejada de maresmes, terres habitades només per pagans.
Va morir als noranta anys vers el 390 o 391. Fou declarat sant tant per l'església llatina com per la grega que el celebren el 15 de gener i el 19 de gener.

## Obres
Va deixar escrites unes epístoles, però altres llibres de més dubtosa autoria s'han publicat sota el seu nom:
- 1. Ὁμιλίαι πνευματιακαι, Homiliae Spirituales.
- 2. Περὶ τελειότος ἐν πνεύματι, De Perfectione in Spiritu
- 3. Περὶ προσευχῆς, De Oratione
- 4. Περι ὑπομονῆς καὶ διακρίσεως, De Patientia et Discretione
- 5. Περὶ ὑψώσεως τοῦ νοός, De Eleratione Mentis
- 6. Περὶ ἀγαπῆς, De Charitate
- 7. Περὶ ἐλευθεριας νοός, De Libertate Mentis